# Lugaid I Iardonn
Lugaid I Iardonn („Brunatnoczarny“) – legendarny zwierzchni król Irlandii z dynastii Milezjan (linia Emera) w latach 463-458 p.n.e. Syn i następca Enny II Derga, zwierzchniego króla Irlandii.
Objął zwierzchnią władzę po śmierci ojca, zmarłego w wyniku plagi pod Slab Mis. Nosił przydomek Iardonn z powodu koloru swych włosów. Są rozbieżności, co do czasu jego rządów. Po pięcio- lub dziewięcioletnich rządach zginął w Rath Clochair z ręki Sirlama, syna arcykróla Finna mac Blatha z linii Íra, syna Mileda. Sirlam wstąpił po nim na zwierzchni tron Irlandii. Lugaid pozostawił po sobie syna Eochaida Uairchesa, przyszłego mściciela śmierci ojca oraz zwierzchniego króla Irlandii.